# 542-es főút (Magyarország)
A 542-es számú főút Kiskunfélegyháza 9,44 kilométer hosszú és 2x1 sávos, északnyugati tehermentesítő útja. 2005-ben építették, legfőképpen azért, hogy a térségben elhaladó tehergépkocsi-forgalom elkerülje a város központját és sűrűbben lakott részeit.

## Fekvése
Kiskunfélegyháza északi részén az 5-ös számú főútból ágazik ki és a települést nyugatról kerüli el. Keresztezi a városba Izsák és Bugac felől érkező 5302-es utat, majd továbbhalad és az M5-ös autópálya előtt elkanyarodik délkeleti irányba. Később keresztezi a Kiskunmajsára tartó 5402-es utat és ezután keleti irányba vezet tovább. A két vasúti felüljáró között keresztezi a Kiskunfélegyházáról kiinduló 54 143-as számú mellékutat és végül visszacsatlakozik az 5-ös főútba, immáron a város déli részén.

## Története
Az 54 104-es számú közút 5,1 kilométernyi szakaszát felhasználva alakították ki a nyugati nyomvonalat. A meglévő mellékút és a 140-es számú vasútvonalat keresztező felüljáró rekonstrukcióját követően, és további 2,35 kilométernyi új útszakasz bővítésével 2007-ben adták át a forgalomnak. Ezt követően a már 1998-ban elkészült, az M5-ös autópályát és az 5-ös számú főutat összekötő 2 kilométeres szakasz is megkapta az 542-es útszámot.

## Forgalom
Az M5-ös autópálya továbbépítése és annak későbbi a matricás rendszerbe történő bevonása eredményezte a tranzitforgalom áthelyeződését az 5-ös számú főútról. Ennek folyamán az 542-es főút forgalma is lecsökkent a nyugati részeken. Viszont a Szentesre tartó 451-es főút forgalmát továbbra is a déli szektor vezeti át az autópályára.